# Újezdec (přírodní rezervace)
Újezdec je přírodní rezervace v okrese Strakonice v katastrálních územích Březí u Blatné a Újezdec u Bělčic. Byla vyhlášena v roce 2014.
Území přírodní rezervace Újezdec, včetně jejího ochranného pásma, bylo zařazeno mezi evropsky významné lokality v rámci soustavy chráněných území Natura 2000.
Předmětem ochrany přírodní rezervace jsou rybníky a okolní stanoviště s výskytem řady chráněných druhů živočichů a rostlin. Je zde výskyt evropsky významných druhů, zejména čolek velký (Triturus cristatus), čolek obecný (Lissotriton vulgaris), čolek horský (Ichthyosaura alpestris), kuňka obecná (Bombina bombina), blatnice skvrnitá (Pelobates fuscus), skokan ostronosý (Rana arvalis), skokan krátkonohý (Pelophylax lessonae), skokan zelený (Pelophylax esculentus), rosnička zelená (Hyla arborea), krahujec obecný (Accipiter nisus), chřástal vodní (Rallus aquaticus), žluva hajní (Oriolus oriolus), potápka malá (Tachybaptus ruficollis), potápka roháč (Podiceps cristatus), kopřivka obecná (Mareca strepera), moták pochop (Circus aeruginosus), vydra říční (Lutra lutra).